# Poua et Shiphra

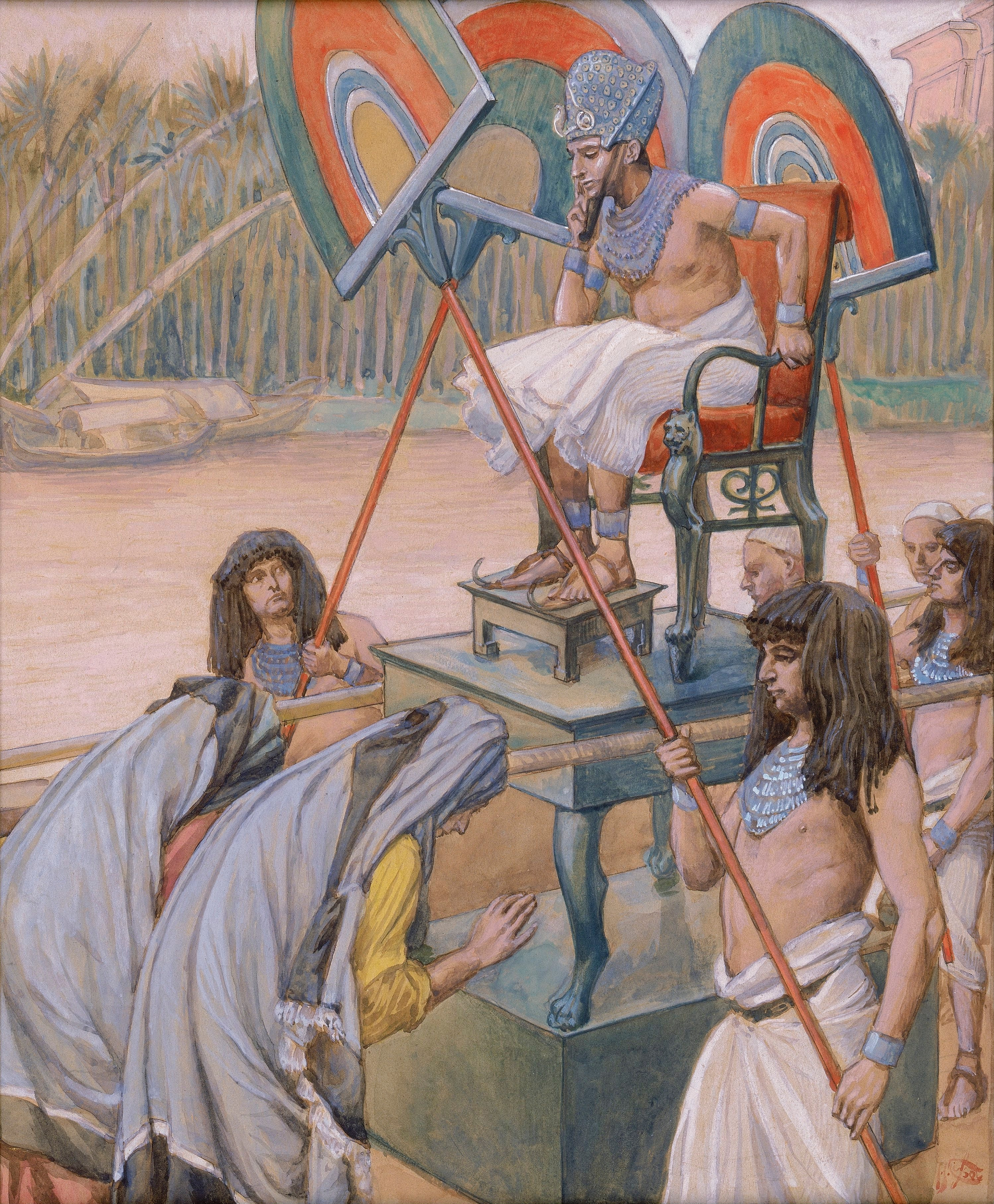
Le pharaon et les sages-femmes, par James Tissot, vers 1896-1902.

Poua et Shiphra sont les deux sages-femmes chargées par le roi d'Égypte de tuer les enfants mâles hébreux qui naissent.

## Récit biblique
Poua et Shiphra sont les deux sages-femmes chargées par le roi d'Égypte de tuer les enfants mâles hébreux qui naissent. Elles n'obéissent pas à cet ordre et le roi d'Égypte leur demande de s'expliquer. Elles lui donnent alors une justification.

## Commentaire de Rachi
Poua est identifiée à Myriam et Shiphra est identifiée à Yokébed. Dans ce cas Poua serait la fille de Shiphra.